# 施塔特施莱宁
施塔特施莱宁是奥地利布尔根兰州上瓦特县的一个市镇。总面积42.04平方公里，总人口2064人，人口密度49.1人/平方公里（2011年）。